# 大圓斑球背象鼻蟲
大圓斑球背象鼻蟲（学名：Pachyrhynchus kotoensis）为象鼻蟲科球背象鼻蟲屬下的一个种，台灣特有種。